# Kalamunda
Kalamunda is een plaats in West-Australië. Het ligt 25 kilometer ten oosten van Perth. Het lokale bestuursgebied (LGA) City of Kalamunda, waarvan Kalamunda het administratief centrum is, maakt geen deel uit van West-Australiës negen regio's maar van de Perth Metropolitan Region. In 2011 telde Kalamunda 6.636 inwoners. Volgens de census van 2021 werden dat er 7.163.

## Geschiedenis
Voor de Europese kolonisatie leefden de Beeloo Aborigines in de streek ten oosten van de Canningrivier. De naam van de plaats is afgeleid van twee Aborigineswoorden, cala en munnda, die huis en bos betekenen, "huis in het bos".
In 1827 verkenden James Stirling en de botanicus Charles Fraser de streek op zoek naar geschikte landbouwgrond. De streek werd geschikt bevonden voor bosbouw en fruitteelt. In 1881 bouwden Frederick en Elizabeth Stirk een huis op een stuk grond dat ervoor als Gooseberry Hill bekend stond : Stirk Cottage. Het huis bestaat nog steeds en is toegankelijk voor het publiek. Het werd in 1969 overgenomen door de Kalamunda and Districts Historical Society en werd een museum.

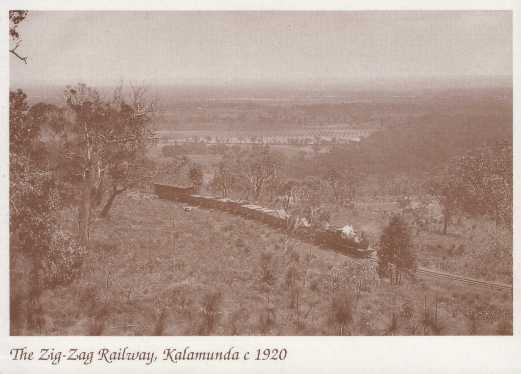
Zig Zag Railway in 1920

In de jaren 1890 werd het Darling Range Railway Station gebouwd die op de Zig Zag spoorweg lag die de houtzagerijen van Canning verbond met de Midland-hoofdspoorweg. De lijn werd in 1949 gesloten en is nu een toeristische autoroute. Het spooremplacement van Kalamunda werd aangevuld met erfgoed uit de streek en is nu het grootste volksmuseum van de West-Australië.
In 1897 werd de Darling Range Roads Board gevormd. Kalamunda werd gesticht in 1902 en maakte er deel van uit. In 1902 werd het originele Kalamunda Hotel gebouwd door Charles Francis Hummerston. In 1928 werd er een nieuw Kalamunda Hotel naast gebouwd door Patrick Andrew (‘Paddy’) Connolly die het oude hotel had opgekocht. Het toerisme in de streek kende een hoogtepunt door het treinstation. Automobielen waren namelijk nog een weinig voorkomend transportmiddel. Beide hotels bestaan tegenwoordig nog als een geheel en zijn als erfgoed erkend door de National Trust sinds 2005.
De Darling Range Roads Board werd vanaf 1961 de Shire of Kalamunda genoemd en veranderde op 1 juli 2017 in de City of Kalamunda.
In Kalamunda wordt aan fruitteelt gedaan. Vooral appelen en steenvruchten worden er geteeld.

## Toerisme
- Kalamunda is het vertrekpunt van het Bibbulmunwandelpad, een 1000 kilometer lang wandelpad. Sinds 2017 staan er in Kalamunda kunstwerken langs het pad.[10]
- Kalamunda History Village bestaat uit de oude spoorwegstations, de perrons en oude gebouwen die uit de streek daar naartoe zijn verhuisd. Het is het grootste lokale museum van West-Australië.
- Stirk Cottage & Park is een museum in het oudste, door de familie Stirk gebouwde, huis (1881) in de streek, met daarrond een park van vier hectare. Het park was vroeger landbouwgrond.
- Lesmurdie Falls is een waterval in het Lesmurdie Falls Nationaal Park. Het ligt op 5 kilometer van Kalamunda. Er zijn verschillende wandelpaden uitgestippeld.
- De Zig Zag scenic drive volgt de route van de vroegere Upper Darling Range Railway die in 1890-91 door E.V.H Keane werd aangelegd. De route kan slechts in één richting gevolgd worden en slingert door het Gooseberry Hill National Park.[11]

## Klimaat
Kalamunda heeft een mediterraan klimaat met warme droge zomers en koele vochtige winters.
| Maand                                  | jan  | feb  | mrt  | apr  | mei   | jun   | jul   | aug   | sep   | okt  | nov  | dec  | Jaar    |
| -------------------------------------- | ---- | ---- | ---- | ---- | ----- | ----- | ----- | ----- | ----- | ---- | ---- | ---- | ------- |
| Gemiddeld maximum (°C)                 | 30,4 | 30,3 | 27,7 | 23,8 | 19,0  | 16,4  | 15,4  | 16,3  | 18,3  | 20,6 | 24,5 | 28,0 | 22,5    |
| Gemiddeld minimum (°C)                 | 16,2 | 16,3 | 15,3 | 13,4 | 10,8  | 9,1   | 8,0   | 8,1   | 9,2   | 10,2 | 12,5 | 14,6 | 12      |
|                                        |      |      |      |      |       |       |       |       |       |      |      |      |         |
| Neerslag (mm)                          | 11,9 | 17,4 | 22,7 | 55,7 | 144,3 | 216,2 | 213,8 | 165,9 | 102,1 | 70,5 | 28,6 | 19,6 | 1.068,7 |
| Regendagen (dag)                       | 1,9  | 1,9  | 3,0  | 5,8  | 11,3  | 14,8  | 16,2  | 14,6  | 11,3  | 9,3  | 4,9  | 3,0  | 98      |
| Relatieve luchtvochtigheid (%)         | 55   | 57   | 61   | 68   | 75    | 81    | 82    | 77    | 72    | 67   | 59   | 57   | 67,6    |
| Bron: Australian Bureau of Meteorology |      |      |      |      |       |       |       |       |       |      |      |      |         |

## Geboren
- Melissa Hoskins (1991-2023), wielrenster

## Galerij

Kalamunda
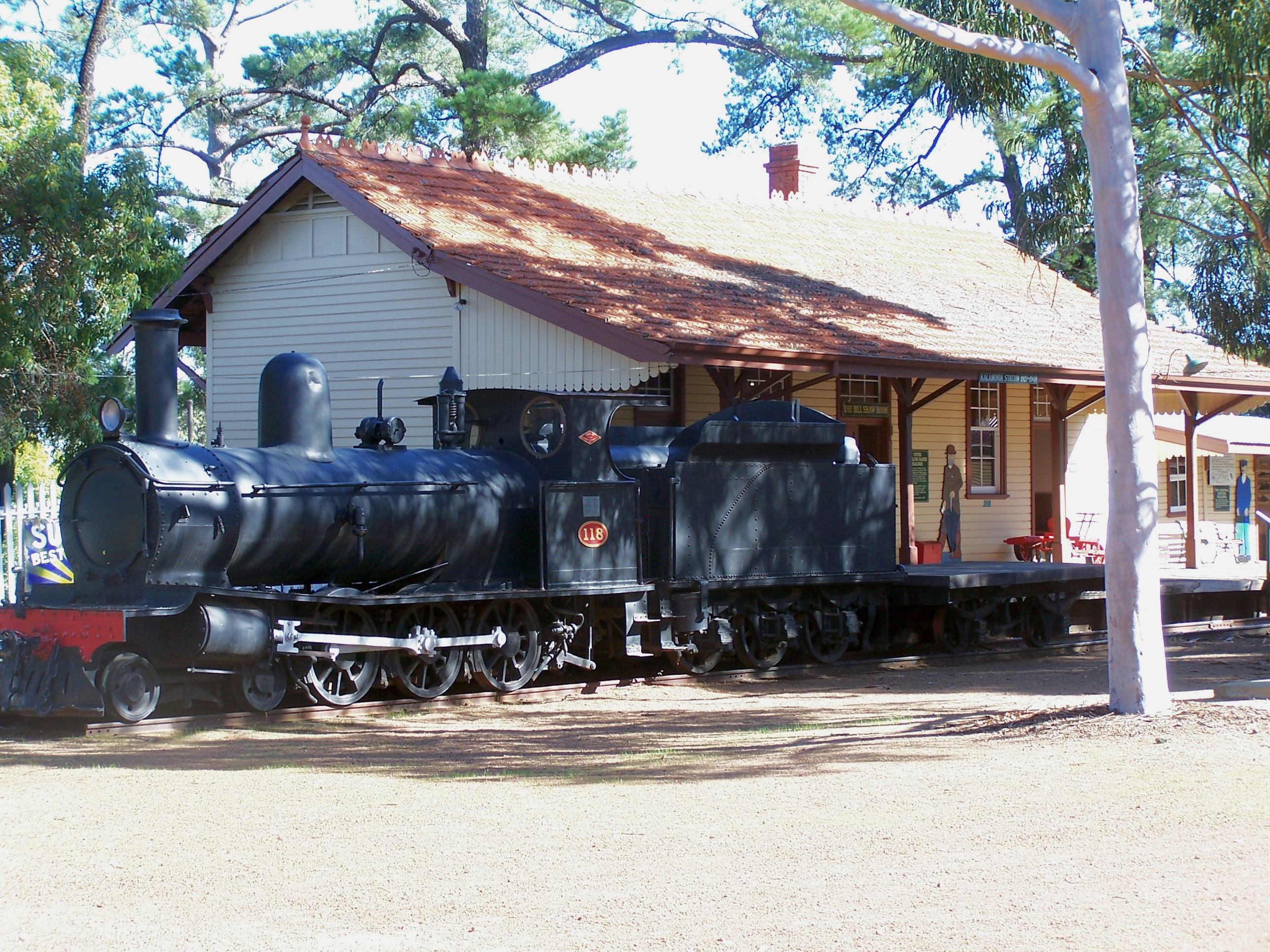
3e Darling Range Railway Station in Kalamunda History Village
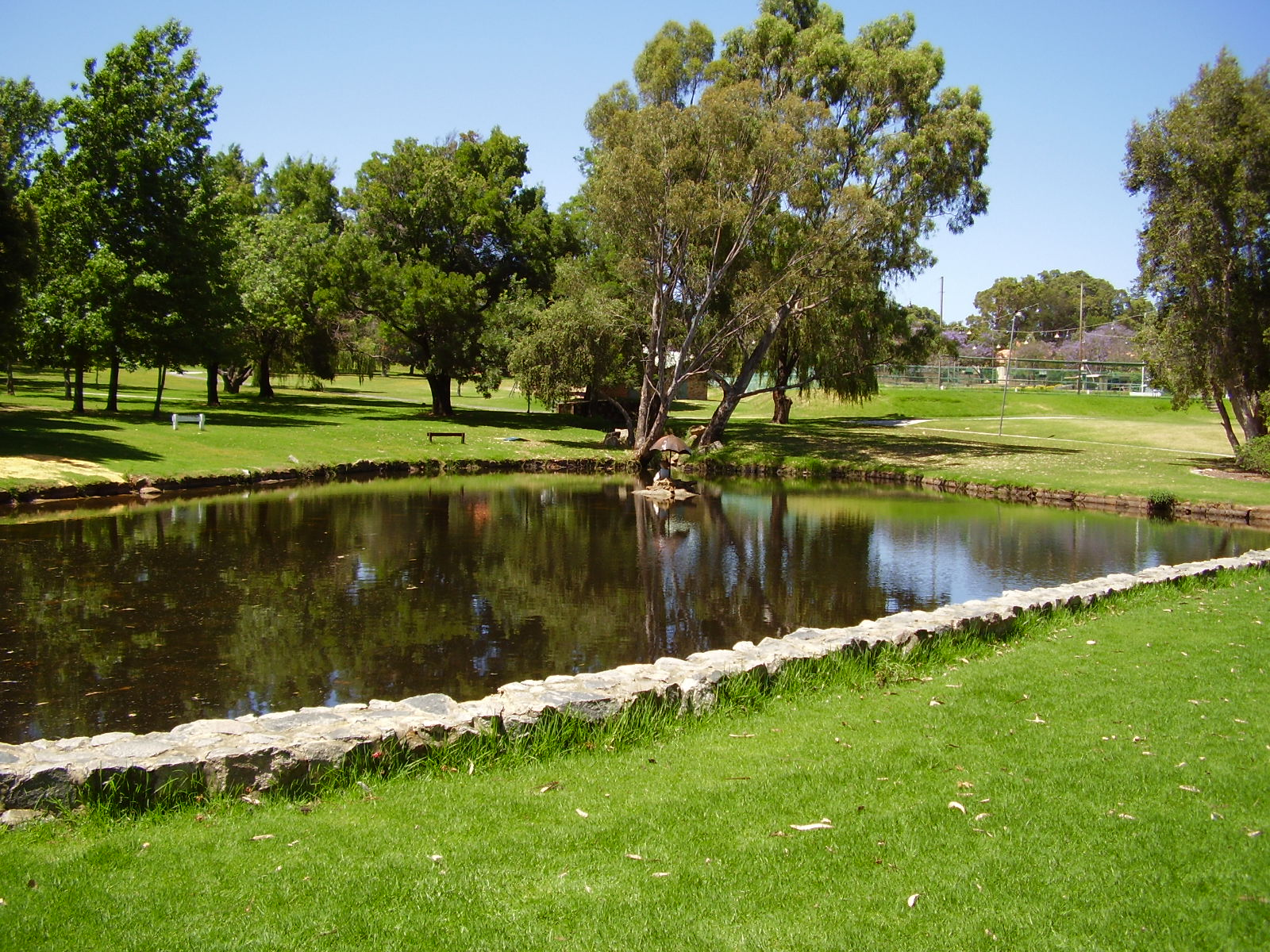
Stirk Park
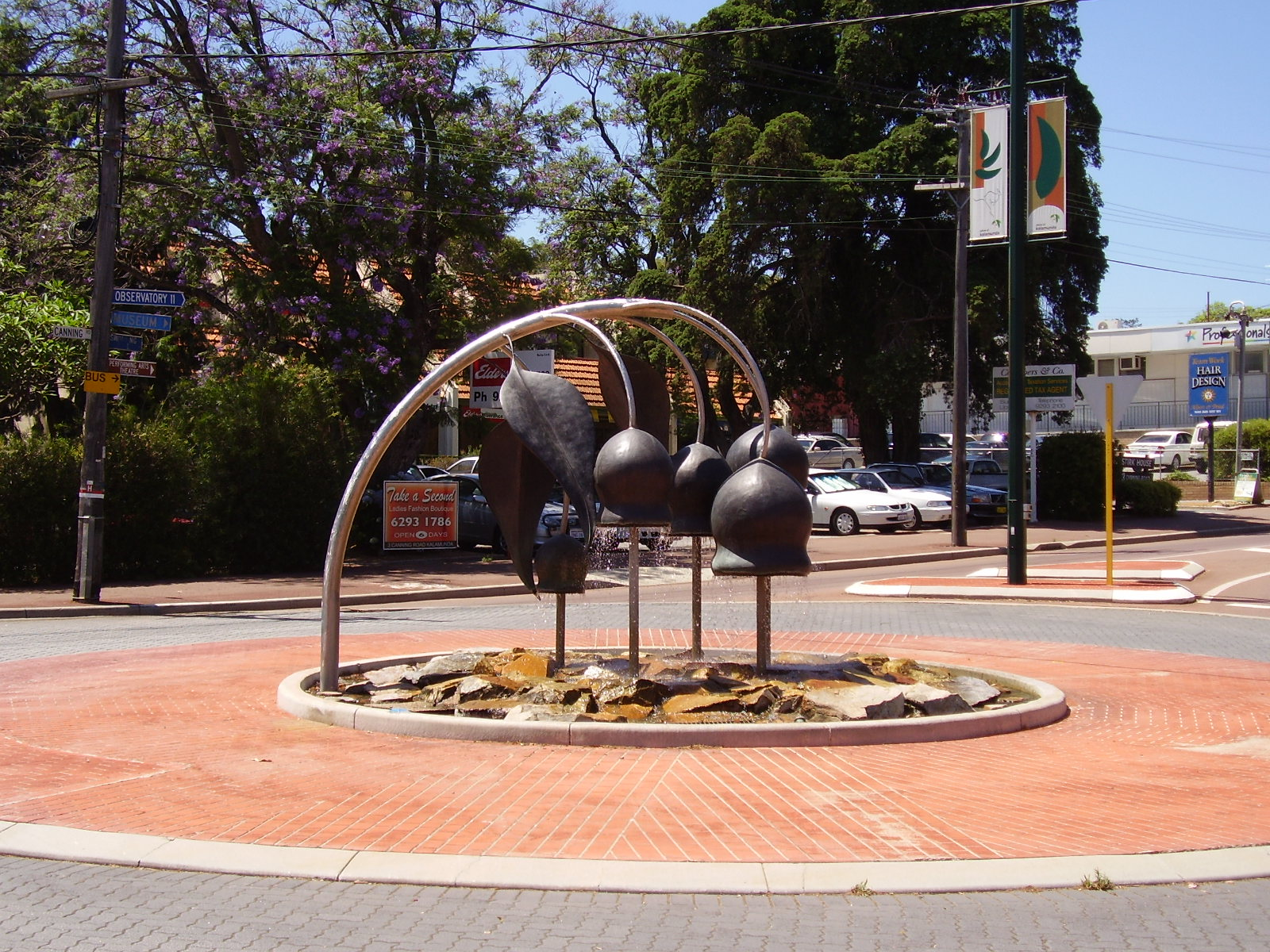
Fontein Kalamandu
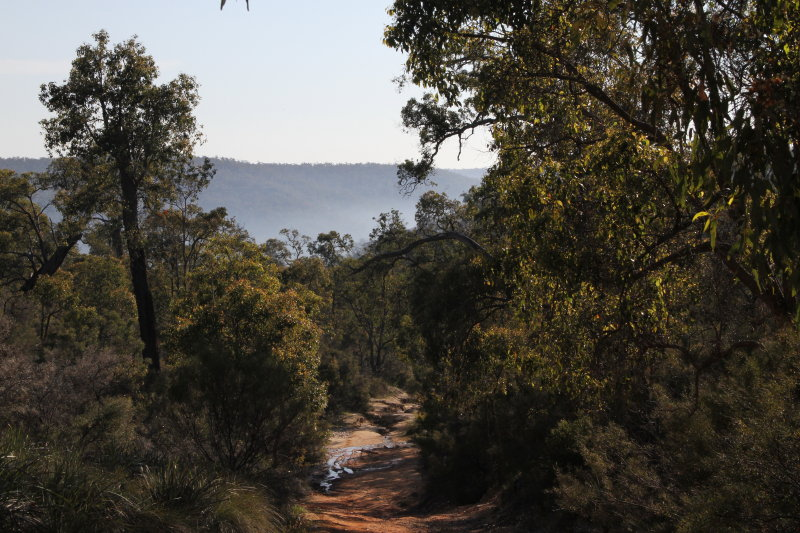
Nationaal park Kalamunda
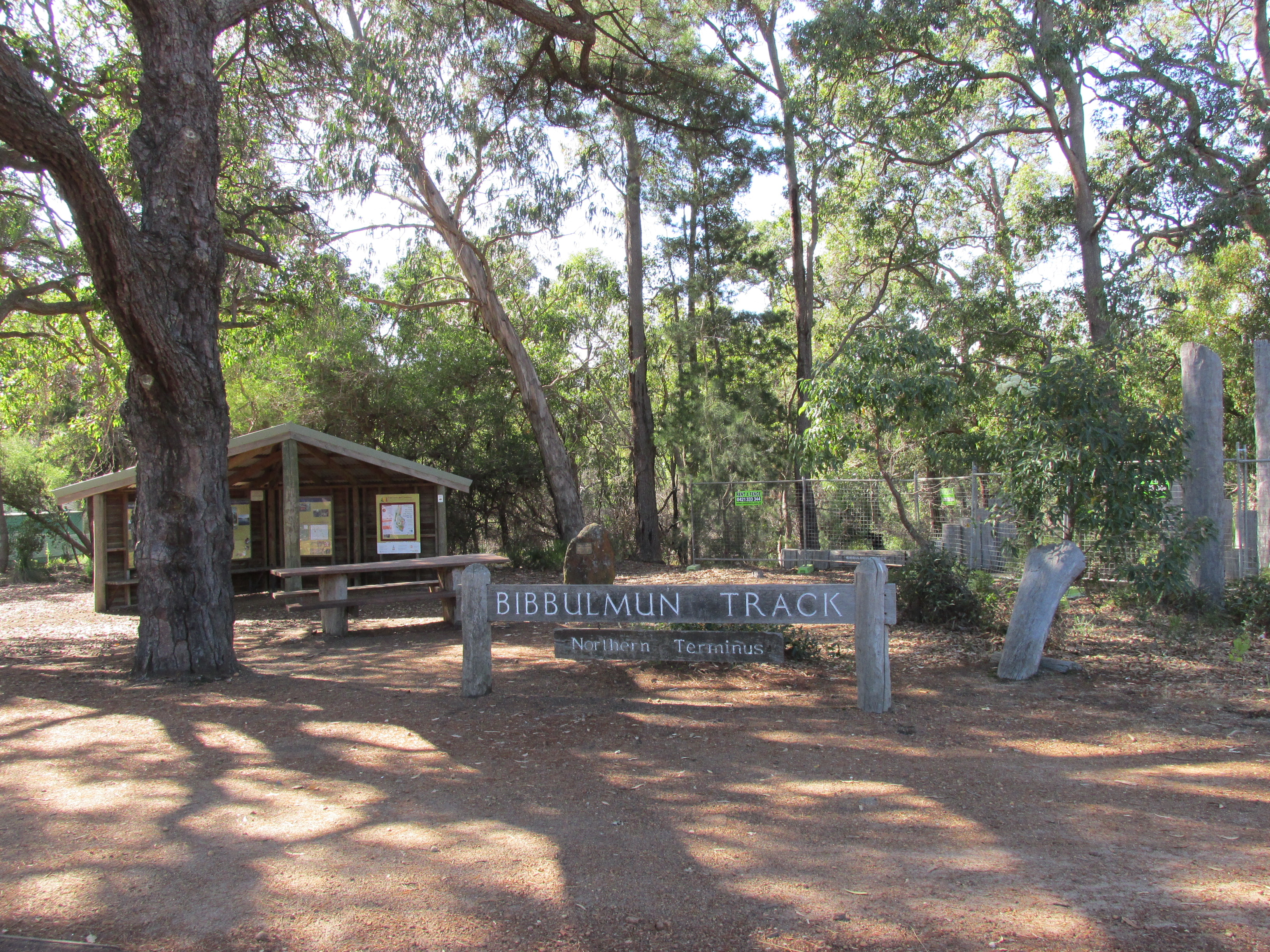
Terminus Bibbulmun Track